# 리쯔쉬안
리쯔쉬안(1995년 5월 7일 ~ )은 중국의 가수, 배우다.

## 방송
- 창조 101 (2018) - 12위
- 대당소흘화 (2021) - 주연
- 친애적파마 (2021) - 조연
- 애박랍전선 (2021) - 조연
- 대당소흘화2 (2023) - 주연

## 영화
- 양광저매도 (2021) - 조연